# Quercus salicifolia
Quercus salicifolia — вид рослин з родини букових (Fagaceae); поширений у Центральній Америці від півдня Мексики до Панами.

## Опис
Часто є дуже високим листопадним деревом, заввишки до 40 м і до 2.3 м у діаметрі. Упродовж ареалу він є морфологічно дуже мінливим видом, якого іноді можна сплутати в молодому віці, але у зрілому віці його стовбур і дрібне листя легко ідентифікувати. Крона густа й округла. Кора шорстка, жовто-сіра до чорнуватої, з вертикальними хребтами і горизонтальними борознами. Гілочки стрункі, голі, темно-рожевувато-коричневі, помітні бліді сочевиці. Листки еліптично-ланцетні, шкірясті, 7–15 × 2–4 см; основа вузько закруглена; верхівка гостра або загострена; край товстий, хвилястий, цілий; верх темний, блискучий, тьмяно-зелений, безволосий; низ блідо-зелений, злегка сірувато-зелений, безволосий або з кількома трихомами біля пазух; ніжка 1–6 мм, рожевувата, гола. Тичинкові сережки довжиною 4–6 см, малоквіткові; маточкові — 0.2–0.8 см, 1–4-квіткові. Жолуді однорічні, поодинокі або парні, на ніжці 0.5–1 см; горіх циліндрично-еліптичний, 1–1.6 × 0.8–1.2 см; чашечка 1.5–2 см у діаметрі, із загостреними, блискучими, блідо-коричневими лусочками, вкриває від 1/4 до 1/3 горіха.
Період цвітіння: грудень — січень. Період плодоношення: квітень — липень.

## Середовище проживання
Країни поширення: Коста-Рика, Сальвадор, Гватемала, Гондурас, південна Мексика, Нікарагуа, Панама.
Росте у хмарному лісі; на висотах 800–2000 м.

## Використання
Використовують для виготовлення деревного вугілля. Деревина також використовується на стовпах огорож, особливо в районах великої рогатої худоби, де є поодинокі дерева.

## Загрози
Відчуває сильний тиск видобутку для використання деревини та поза деревиною.